# 城戸豊吉
城戸 豊吉（きど とよきち、1891年（明治24年）11月30日 - 1965年（昭和40年）7月14日）は、日本の実業家、政治家。城戸商店（現ヤマキ）創業者で、同社社長や、初代伊予市長、全国削節工業組合連合会理事長を務めた。

## 人物・経歴
愛媛県伊予郡北山崎村（現伊予市）出身。弓削商船学校（現弓削商船高等専門学校）中退。1908年城戸豊吉商店を創業し、削り節の製造・販売で成功した。1931年東京支店を設立し、長男城戸稔を支店長に任命。1940年全国削節工業組合連合会理事長。1950年城戸商店（現ヤマキ）設立。
郡中町長を経て、1955年初代伊予市長。1958年黄綬褒章受章。1965年に死去し市葬が行われた。
後任の社長には孫の城戸恒が就いた。第3代社長の城戸善浩は曾孫。